# Городской сад (София)

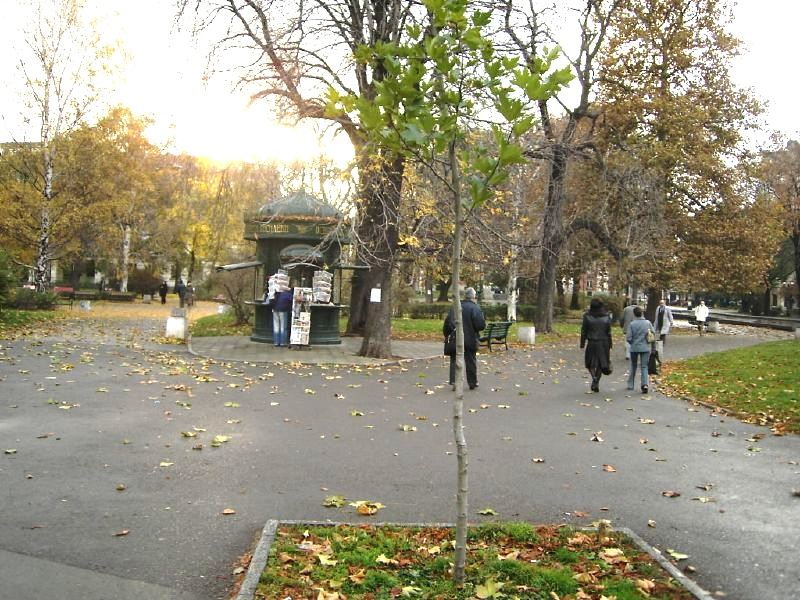
Городской сад утром с киоском в стиле модерн, продающим иностранную прессу.

Городской сад (болг. Градска градина) — старейший и расположенный в самом центре публичный сад в Софии, столице Болгарии, существующий с 1872 года. К северу от него находится бульвар Царя-Освободителя, к западу — улица князя Александра Баттенберга и к югу — улица Иосифа Владимировича Гурко.
Первоначально устроенный в последние годы османского правления в Болгарии Городской сад был радикально преобразован сразу после обретения Болгарией независимости в 1878 году и выбора Софии в качестве её столицы, в следующем году под руководством городского архитектора Антонина Колара и по инициативе временного губернатора Петра Алабина. Сеть аллей была реорганизована, добавлены новые растения, а также низкий деревянный забор, кофейня и киоск для музыкантов. Сад сначала носил имя Александра II, российского императора и инициатора Русско-турецкой войны 1877—1878 годов, приведшей к независимости Болгарии.
До конца XIX века Городской сад неоднократно перестраивался и развивался. Среди известных садовников, которые работали над ним, были Карл Бец, Даниэль Нефф и Илья Тодоров, которые сформировали внешний вид сада, сохранившийся до начала Второй мировой войны.
Строительство ныне снесённого Мавзолея Георгия Димитрова, начавшееся вскоре после установления коммунистического режима в Болгарии после окончания войны, сопровождалось многочисленными фундаментальными реорганизациями, такими как в 1951 и 1959 годах, осуществлёнными Сугаревым и Робевым, и в 1976 и 1978 годах Агуром. Это привело к переориентации сада не в сторону бывшего царского дворца, как было ранее, а в сторону Национального театра Ивана Вазова. Новая композиция часто вступала в конфликт с первоначальной планировкой, и Городской сад терял свою территорию и ключевые архитектурные элементы в тот период.
Ныне Городской сад является не только популярным местом отдыха для жителей болгарской столицы, но и излюбленным местом для любителей шахмат, которых регулярно можно видеть в небольшом саду перед Национальным театром. Это было также местом, где группа из около 300 человек во главе с писателем Алеко Константиновым собралась 27 августа 1895 года, чтобы подняться на гору Черни-Врых, высочайшую вершину массива Витоша, что считается датой рождения туризма в Болгарии.